# 奥原征一郎
奥原 征一郎（おくはら せいいちろう、1940年（昭和15年） - ）は、日本の実業家。グローカル代表取締役会長。コトブキ技研工業初代社長。呉商工会議所名誉会頭。呉観光協会会長。

## 経歴
広島県呉市出身。1962年、慶應義塾大学文学部社会学科卒業、寿工業入社。1972年、取締役副社長を経て1979年、代表取締役、同年にコトブキ技研工業初代社長に就任。
1983年、社会福祉法人白寿会理事長。1984年、コトブキシステム創立、代表取締役。1992年、コトブキグループ本部設置、代表に就任する。1995年、呉ビール代表取締役。
1989年、呉商工会議所副会頭、1995年、常議員を経て同年より会頭。
奥原が代表取締役を務めていたアジア特殊製鋼（船舶などに使う特殊鋼母材の専門メーカー）は2012年4月3日、事業を停止し、事後処理を弁護士に委任したと発表した。同年4月6日、アジア特殊製鋼は、福岡地方裁判所小倉支部に自己破産を申請した（負債総額は約205億円）。

## 人物
趣味は読書、ゴルフ、囲碁。ゴルフは大学時代からやっていた。住所は呉市西中央5丁目。

## 家族・親族
息子はインスマート代表取締役の奥原誠次郎。いとこは広島県議会議員の奥原信也。おじは呉市長の奥原義人。